# Distrito electoral de Cutler (Illinois)
Cutler (en inglés: Cutler Precinct) es un distrito electoral ubicado en el condado de Perry en el estado estadounidense de Illinois. En el Censo de 2010 tenía una población de 663 habitantes y una densidad poblacional de 8,31 personas por km².

## Geografía
Cutler se encuentra ubicado en las coordenadas 38°3′22″N 89°32′42″O / 38.05611, -89.54500. Según la Oficina del Censo de los Estados Unidos, Cutler tiene una superficie total de 79.81 km², de la cual 78.63 km² corresponden a tierra firme y (1.48%) 1.18 km² es agua.

## Demografía
Según el censo de 2010, había 663 personas residiendo en Cutler. La densidad de población era de 8,31 hab./km². De los 663 habitantes, Cutler estaba compuesto por el 97.74% blancos, el 0.75% eran afroamericanos, el 0% eran amerindios, el 0% eran asiáticos, el 0% eran isleños del Pacífico, el 0.3% eran de otras razas y el 1.21% pertenecían a dos o más razas. Del total de la población el 0.45% eran hispanos o latinos de cualquier raza.